# Ruska kuhinja
Ruska kuhinja (rus. ру́сская ку́хня) - tradicionalna kuhinja ruskog naroda. Njezina jela i okusi se mijenjaju ovisno o zemljopisnom položaju. Ruska kuhinja ima u sebi elemente francuske kuhinje, a također jela zemalja bivšeg SSSR-a i različitih naroda koji naseljavaju Rusiju.

## Povijest razvoja
Povjesničar N.I. Kostomarov opisao je rusku kuhinju u knjizi "Očerk domašnej žizni i nravov velikogo russkogo naroda v XVI i XVII stoletijah". On je ukazao na to da se ruska kuhinja u XVI. I XVII. stoljeću temeljila na običajima, a ne na vještini, dok su njezina jela bila jednostavna i neraznolika. Zbog običaja da se pridržava postova, kuhinja se dijelila na skromnu i posnu. Jela su se pripremala od brašna, mlijeka i mliječnih proizvoda, namirnica mesnog i biljnog porijekla. Pretežno je jeo raženi kruh (sama riječ "kruh" je označavala raženi). Raženom brašnu se dodavalo ječmeno. Od pšeničnog brašna se pripremao slatkiš kalač (bijelo pecivo u obliku pereca). Sol se u tjestenine nije dodavala. Svakodnevno jelo bilo je zobeno brašno (rus. толокно) koje se pripremalo od zobenog zrna na način da se ono djelomično kuhalo i zatim mljelo. Iz tijesta od raženog ili pšeničnog brašna pripremali su se pirogi (pečeni na masnoći ili u krušnoj peći). Za nadjev piroga koristilo se meso, riba, sir, bobičasto voće. U nadjev su dodavali kašu, rezance, jaja, gljive. Također su pekli pogaču s maslacem, mlijekom i jajima, tzv. karavaj. Od drugih pekarskih proizvoda tu su: kurnik (pirog u obliku kupole s nadjevom od piletine i riže), uštipci, kotloma (lisnata lepinja), palačinke, fanjki, šiški (pecivo od zapečenog ribanog tijesta u obliku češera), levašniki (peciva s nadjevom od bobičastog voća pržena u ulju), perepiči (košarice od prijesnog tijesta punjene nadjevom), oreški (slatko pecivo s nadjevom).
Osnova prehrane većine stanovništva (seljaka) bile su žitarice i povrće od kojih su se pripremala usoljena jela, juhe, kaše, kruh i pecivo. Od raženog, graškovog i zobenog brašna pripremao se kiselj (voćni sok), pri čemu se slatki (suvremeni) kiselj pojavio tek kasnije dolaskom krumpirovog škroba u rusku kuhinju.
Raznolikost juha je bila tradicionalna, među njima su najpoznatije šči, boršč, rasolnik (goveđa ili riblja juha s kiselim krastavcima), soljanka (gusta, riblja ili goveđa, juha), kalja (riblja ili mesna juha pripremljena na rasolu od krastavaca), uha (riblja juha), botvinja (hladna riblja juha s kvasom i blitvom) i okroška (hladna juha od povrća i mesa s kvasom).
Do široke uporabe krumpira (od druge polovice 19. st.) osnovno je povrće bila repa.
Tradicionalni ruski dodatak i mliječni proizvod je vrhnje (rus. smetana), kojim se začinjaju juhe i salate. Drugi ruski mliječni proizvod je sir (rus. творог) od kojeg se radi sirnik (valjušak od svježeg kravljeg sira).
Kao i u drugim kršćanskim zemljama, veliki je utjecaj na kuhinju imala Crkva, jer je polovica dana u godini bila posna, kada su određene namirnice bile zabranjene. Upravo zato u ruskoj kuhinji prevladavaju jela od gljiva i riba, žitarica, povrća, šumskog voća i trava.
Povrće se jede ne samo sirovo, nego i kuhano, na pari, pečeno, ukiseljeno, usoljeno, namočeno i marinirano.
Raznolikost kaša baziralo se na raznovrsnosti žitarica koje rastu u Rusiji, pri tome se od svake vrste zrna radilo nekoliko sorti krupice - od cijelih do drobljenih na različite načine.
Izvan granica ruska kuhinja se asocira prvenstveno s takvim jelima kao što su palačinke, kavijar, piroge.
Karakteristična crta ruske seljačke kuhinje jest pečenje; kao pravilo, jela su se pripremala u ruskoj peći i zato su se često koristili postupci poput kuhanja, pirjanja, fermentiranja, pečenja.
Ribu su pripremali na pari, kuhali, pekli, pirjali, punili različitim nadjevima (npr. od kaše ili gljiva). Od nje su radili kosani odrezak i aspik, jeli usoljenu, sušenu na zraku, ukiseljenu. Riba se posluživala i u prvim jelima: rasolnicima, uhi, soljankama. Kavijar se oduvijek smatrao posebnom poslasticom, posebno svježi zrnati iz jesetre i bijelog lososa. Kavijar su konzumirali ne samo usoljen nego i kuhan u octu i mlijeku od maka (badema).
Meso koje je bilo dopušteno za jelo dijelilo se na divljač (ulovljeno) i meso zaklane životinje (meso domaćeg goveda i perad). Meso se u Rusiji jelo kuhano ili pečeno. Kuhano meso se posluživalo u prvim jelima: ščiju, uhi, rasolu ili u umaku. Meso se peklo u pećima. Bilo je uobičajeno koristiti ovčetinu, govedinu i perad (kokoši, patke, guske). Prije je bila karakteristična za tradicionalnu rusku kuhinju zabrana konzumiranja teletine i konjetine (danas je se ne pridržava, posebno što se tiče teletine; što se tiče konjetine, njezino korištenje ostaje vrlo ograničeno, uglavnom u oblastima gdje Rusi žive zajedno s drugim narodima Rusije koji tradicionalno jedu konjetinu). Pripremali su i meso divljači: jelena, soba, zeca, zatim perad: patke, guske, labudove, kukavice i prepelice.

## Mesna jela
U ruskoj kuhinji koriste se različite vrste mesa - svinjetina, govedina, ovčetina, perad i sva divljač (vepar, sob, divlja patka, zec). Naveliko se koriste u ruskoj kuhinji jela od mljevenog mesa - različiti popečci, kotleti, kobasice. Npr. požarski popečci, govedina Stroganof, teletina "Orlov". Najraširenije jelo od mesa je svinjetina zapečena u pećnici.

## Deserti
Od deserata su najpoznatiji slatki pekarski proizvodi: kalač, paprenjaci, ukuhano voće i med.
Tradicionalni desert ruske kuhinje su pečene jabuke i drugo pečeno voće i bobice.
Karakteristične ruske vrste poslastica, danas zaboravljene:
- Povrće (mrkva i krastavci), kuhani u medu, ali ne na otvorenoj vatri, nego na pari. Gotov proizvod ("rusko kandirano voće") je bio proziran i pomalo elastičan.
- Zdrobljene bobice (udikovina, oskoruša, malina), sušene u zagrijanoj peći u obliku lepinja. Koristile su se kao slastice uz napitke, djelomično u narodnoj medicini protiv prehlada i avitaminoza.
- Osušeni u ruskoj peći komadići mrkve ili cikle (rus. "парёнки").

## Pića
Prema stručnjaku na području kulinarstva naroda SSSR-a V.V. Pohljobkinu, povijesna nacionalna pića su: zbitelj (vruća medovina s mirodijama), kvas, med, mors (voćni sok).
Slavenima je kvas poznat više od tisuću godina. Poznato je da su istočni Slaveni imali recepte za njegovu pripremu mnogo prije stvaranja  Kijevske Rusije. Kvas se prvi put spominje u ruskim pisanim spomenicima 989. godine: nakon krštenja knez Vladimir I Svjatoslavič naredio je da se narodu podijeli "hrana, med i kvas".
Na Rusi kvas je bio svakodnevni napitak: pripremali su ga seljaci, veleposjednici, vojska i redovnici, a njegova prisutnost u domu smatrala se znakom blagostanja. Ruski seljaci, odlazeći na polje ili na neki drugi teški posao, uzimali su sa sobom kvas, jer su smatrali da obnavlja snagu i smanjuje umor.
Do 15. stoljeća u Rusiji je postojalo više od 500 vrsti kvasa.

## Ritualna jela
Mnoga jela imaju ritualno značenje i jedu se za vrijeme određenih praznika i rituala: koljivo (Božić), palačinke (poklade), uskrsni kulič i pasha (slatko jelo od sira).
Zapadni i istočni Slaveni su koljivo obavezno pripremali uoči Božića, Nove godine i Bogojavljenja, jer se u Polesju sami praznici nazivaju Koljivo (rus. "Кутья") ili Bijedno koljivo (prije Božića), Bogato koljivo (prije Nove godine), Gladno (Vodeno) koljivo (prije Bogojavljenja), Rusi koljivom nazivaju Božićni Badnjak. "Na koljivo" su kod istočnih Slavena pozivali Djeda Mraza, divlje životinje, a Južni Slaveni su koljivom častili prirodne elemente, duše umrlih i duhove bolesti da ih udobrovolje, te da sebi osiguraju njihovu blagonaklonost i zaštitu.
Palačinke su do pokrštenja Rusije kod istočnih Slavena bile žrtveni kruh. Zatim su postale podušje na pokopima, karminama i u crkvenim danima podušja preminulih. U 19. stoljeću palačinke su postale tradicionalno jelo za poklade.

## Udomaćena jela
Kao i u drugim zemljama Europe, u rusku kuhinju su prodrla i neka strana jela: čaj, ražnjići, jela od krumpira. Neka jela su stvorili strani ili ruski kuhari za vrijeme carskog razdoblja (1721. – 1918.): govedinu Stroganof, salatu Olivje (salata od krumpira, graška, tvrdo kuhanih jaja, kiselih krastavaca, kobasice i majoneze), vinegret (umak za salatu od octa, maslinovog ulja i senfa). Kao u svim zemljama, u Rusiji se jedu i pripremaju raznovrsna jela iz drugih kultura.

## Kuhinjski pribor
Većina jela ruske kuhinje priprema se u peći te se zato koriste zemljani lonci i lonci od lijevanog željeza, tzv. čugunke (rus. чугунки), za pirjanje mesa peradi koristi se čugunka ovalnog oblika, tzv. utjatnica (rus. утятница) za pačetinu (prema rus. утка - patka) ili gusjatnica (rus. гусятница) za guščetinu (rus. гусь).
Za rusku peć koristile su se posude i s ručkom (koja se skida) i bez nje. Za stavljanje u peć i izvlačenja posuda koristio se držak (rus. чапельник) za zemljane lonce i lonce od lijevanog željeza, a za izvlačenje kruha koji se pekao u ruskoj peći koristili su drvenu lopatu.
Tradicionalne posude su drvene zdjele i žlice. Za pripremanje čaja tradicionalno se koristi samovar koji se pojavio u 18. stoljeću.